# Labidochromis flavigulis
Labidochromis flavigulis  (лат.) — один из видов рыб семейства цихловых. Эта рыба обитает в озере Малави.

## Этимология
Название вида происходит от латинских слов «flavus» (жёлтый, золотой, золотисто-жёлтый) и «gula» (глотка, горло), и это указывает на жёлтую окраску горла этих рыб.

## Среда обитания
Впервые Labidochromis flavigulis были выловлены в водах у острова Чисумулу в Мозамбике.
Представители этого вида цихлид встречаются в центральной части озера Малави в водах у крупных островов Чисумулу и Ликома. Рыбы обитают на мелководье на глубине 2—3 метра.
Питается перифитоном.